# Спас Христов
Спас Христов Спасов е български полицай, офицер от Държавна сигурност, генерал-майор.

## Биография
Роден е на 3 декември 1907 г. в казанлъшкото село Голямо Дряново. Учи до 6-и клас. От 1925 до 1926 г. е чирак в хотел „Централ“, който напуска поради непосилна работа. След това до 1927 г. работи в общураската работилница на Панайот Цървулев в Сливен. В периода 1927 – 1929 г. работи дърводелство и бъчварство в родното си село и село Горно Паничарево. От 1928 г. е член на БКП и секретар на местната организация в Голямо Дряново. От 1929 до 1930 г. отслужва военната си служба като трудовак в първо трудово бюро в Стара Загора. След това се завръща в Голямо Дряново, където започва отново да се занимава, този път самостоятелстно с бъчварство. Развива активна комунистическа дейност в селата Химитлий и Горно Сахране, за което е арестуван неколкократно и бит. През декември 1935 г. отново е арестуван, но убива старшия стражар и ранява други двама, след което избягва. Между декември 1935 и юли 1937 г. е в нелегалност. През това време се занимава с комунистическа дейност в Калофер и селата Голямо село, Мраченик и други. През 1937 г. след блокада на Калофер е арестуван и лежи в Сливенския, Плевенския и Старозагорския затвор до 9 септември 1944 г. В Плевенския затвор е член на ръководството на БКП. Изнася лекции по история на ВКП (б) и върху трудовете на Карл Маркс и Фридрих Енгелс. От 18 септември 1944 г. е секретар на Градския комитет на БКП в Казанлък и член на Областния комитет на БКП. През 1945 г. минава 3-месечен курс в школата на ЦК на БКП. През 1946 г. отново е член на Областния комитет на БКП и е сътрудник в неговия апарат. Депутат от Шестото велико народно събрание. От юни 1947 е нещатен партиен сътрудник при ЦК на БКП, а от есента на същата година е партиен инструктор при организационното бюро. От ноември 1949 г. завежда сектор специалния отдел на ЦК на БКП до април 1950 г. От април 1950 г. е инспектор и инструктор в ЦК на БКП. Остава на този пост до февруари 1951 г. По решение на ЦК на БКП е назначен за началник на IX отдел (обслужване войски МВР и милицията) на Държавна сигурност (ДС) през февруари 1951 г. През 1953 г. е назначен за началник „Инспектора“ при МВР. Остава на този пост до октомври 1954 г., когато е назначен за заместник-началник на управление в V управление на ДС с чин подполковник. Междувременно от октомври 1953 до август 1954 г. учи в партийната школа при ЦК на БКП. На 9 юли 1955 г. преминава отново на работа в ЦК на БКП, където е завеждащ сектор „МВР и МП“ при отдел „Административни органи“ на ЦК на БКП. През май 1957 г. е назначен за началник на управление „Кадри“ на МВР. Остава на този пост до септември 1962 г. След това е началник на Управление в Държавна сигурност по резервния щат на МВР. Член е на бюрото на Партийния комитет при МВР.